# Винзен (Гольштейн)
Винзен (нем. Winsen) — община в Германии, в земле Шлезвиг-Гольштейн.
Входит в состав района Зегеберг. Подчиняется управлению Кисдорф. Население составляет 399 человек (на 31 декабря 2010 года). Занимает площадь 4,08 км².